# Arkys bulburinensis
Arkys bulburinensis là một loài nhện trong họ Araneidae.
Loài này thuộc chi Arkys. Arkys bulburinensis được miêu tả năm 1984 bởi Heimer.